# رابطه (فیلم ۱۳۶۵)
رابطه فیلمی ایرانی به نویسندگی و کارگردانی پوران درخشنده و محصول سال ۱۳۶۵ است. این فیلم نخستین تجربه بلند سینمایی پوران درخشنده محسوب می‌شود.

## داستان فیلم
در مورد نوجوانی ناشنوا و لال به نام ناصر است که قادر به ایجاد رابطه با اطرافیان خود نیست. پدر و خواهر ناصر به او بی توجه‌اند و دل سوزاندن مادر به حال او بی‌فایده است. ناصر تحت فشار اطرافیان و خانواده از همه کس و همه چیز دلزده است، اما پس از آن که معلمش او را در عدم برقراری رابطه با اطرافیان مقصر می داند، به خود می آید. سرانجام پس از آن که تا حدودی قدرت تکلم می یابد با دسته گلی به دیدار معلم می رود.